# Folkbokföring i Sverige
| Folkbokföring i Sverige |
| --- |
| Personnummer är del av den svenska folkbokföringen. - Betydelse – offentlig och samlad registerhållning av personuppgifter - Exempel på uppgifter – namn, personnummer, postadress, medborgarskap - Registrator – Skatteverket (sedan 1991; dessförinnan Svenska kyrkan) |

Målet för folkbokföringen i Sverige är att uppgifterna i folkbokföringen ska spegla befolkningens verkliga bosättning, identitet och familjerättsliga förhållanden så att olika samhällsfunktioner får ett korrekt underlag för beslut och åtgärder. Folkbokföringen har betydelse för exempelvis tillgång till förskoleplats, skolgång eller bostadsbidrag samt myndigheters stavning av en persons namn. Dessutom är beskattning och rösträtt knutet till folkbokföringsorten.
Folkbokföringen regleras i Folkbokföringslagen (1991:481) och i Sverige är det Skatteverket som har hand om folkbokföringen. Skatteverket är även den myndighet som utfärdar personbevis.

## Registrering
Varje barn som föds i Sverige, där minst en av föräldrarna är folkbokförd, skall enligt lag folkbokföras. Föds barnet på sjukhus, är det sjukhuset som ska anmäla födelsen.

### Registrerade uppgifter

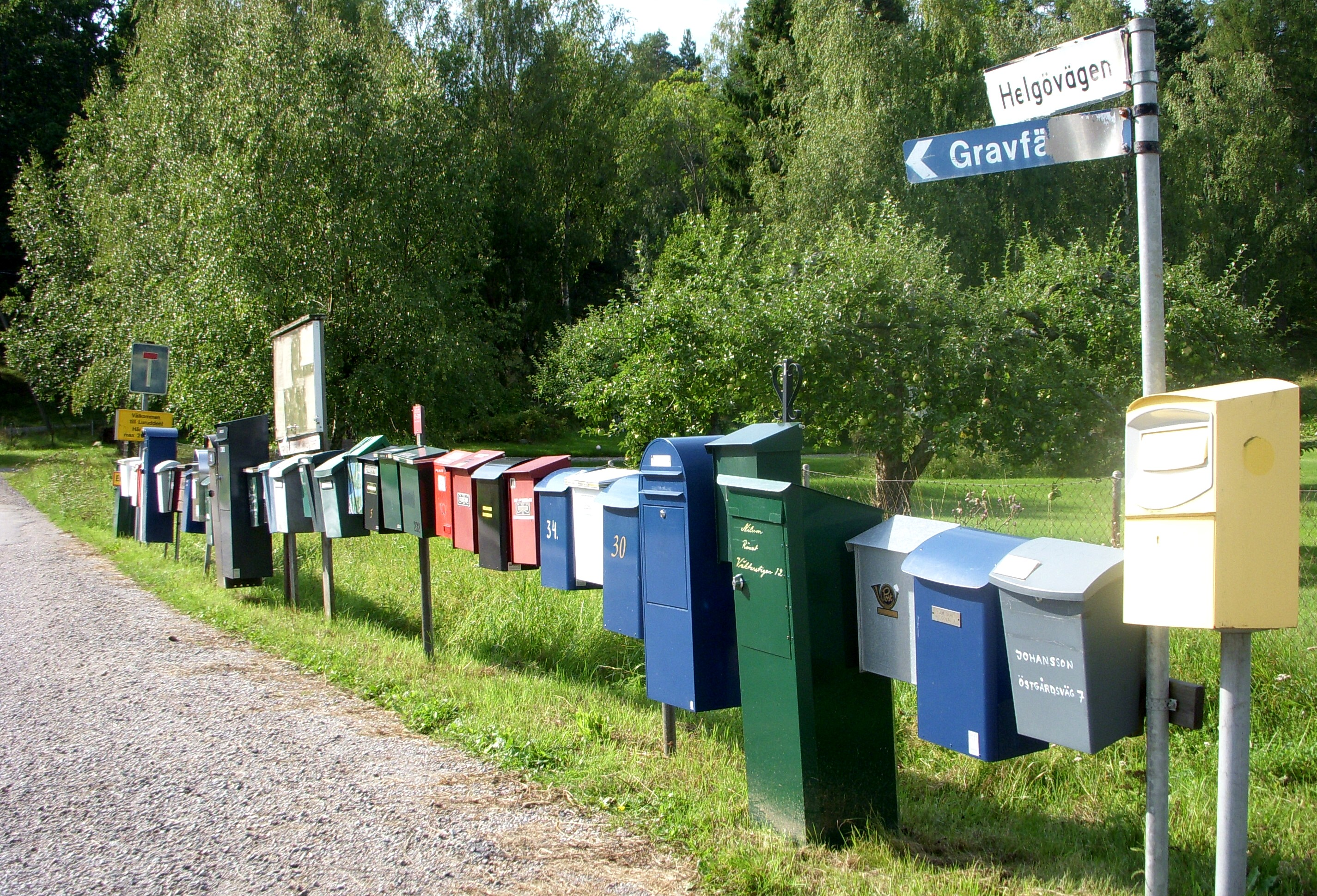
En persons postadress ingår i folkbokföringen.

I Sverige registreras bland annat följande uppgifter i folkbokföringen: 
- namn (efternamn, förnamn, eventuellt mellannamn, efternamn som ogift)
- personnummer och samordningsnummer
- civilstånd
- make, barn, föräldrar, vårdnadshavare och adoption
- postadress
- födelsehemort och födelseort
- fastighet, lägenhetsnummer, distrikt och kommun där personen är folkbokförd
- medborgarskap
- särskild postadress
- adress i utlandet
- flyttning till och från Sverige
- dödsfall och gravort[4]

Dessutom registreras datum för uppgifterna i registret. När en uppgift ändras sparas även den gamla uppgiften, till exempel vad en person har hetat tidigare och var hon eller han har bott.

### Folkbokföringsort
Grundregeln för folkbokföringen är att en person anses vara folkbokförd på den fastighet där vederbörande regelmässigt tillbringar sin dygnsvila. Om en person är bosatt på fler än en fastighet, folkbokförs personen i regel på den fastighet där vederbörande sammanlever med sin familj. För fullständiga villkor se 7 § Folkbokföringslagen (1991:481).
En person är folkbokförd i Sverige fram till den dag personen flyttar utomlands eller avlider.

### Namn
Folkbokföringen i Sverige har vissa begränsningar för vilka stavningar av namn som kan accepteras. Personer som invandrat från länder med andra skriftsystem eller med accenter som inte brukas i svensk skrift kan få sina namn "normaliserade". Detta inkluderar namn hos invandrare från länder i Asien, Arabvärlden och slavisktalande länder. Normaliseringen är inte utan konsekvenser för personen ifråga, eftersom normaliseringen antingen kan göras för att följa teckenbilden eller uttalet; en person född i Turkiet med efternamnet Şen (/ʃɛn/) kan därför antingen få den nya stavningen såsom Sen eller Shen.

### Folkbokföringsbrott
Folkbokföringsbrott återinfördes i svensk lagstiftning under 2018 och att med uppsåt lämna felaktiga uppgifter till beslut om folkbokföring blev kriminaliserat. För folkbokföringsbrott  av normalgraden kan böter eller fängelse upp till 6 månader utdömas, för grovt brott fängelse upp till 2 år. Grovt brott kan innebära att brottet ingår i organiserad kriminalitet. Lagen började gälla 1 juli 2018.
Lagstiftningen infördes i ett led att bekämpa kriminalitet som inriktar sig på välfärdssystemen som kostar miljarder.

## Offentlighet och sekretess
Grundregeln är att uppgifterna i folkbokföringen är offentliga, vilket innebär att var och en har rätt att få del av de uppgifter som finns registrerade i folkbokföringen. I praktiken innebär detta att vem som helst kan begära ut de uppgifter som finns registrerade i folkbokföringen om vem som helst, förutsatt att uppgifterna inte faller under någon form av sekretess. Personnummer, födelseuppgifter eller postadress kan dock betraktas som känsliga uppgifter enligt Personuppgiftslagen, vilket innebär att de inte bör spridas obehindrat.
I vissa sammanhang kan dock uppgifter skyddas från allmän spridning. De två undantagen hanterar Allmän sekretess för folkbokföringsuppgifter samt Särskild sekretess för folkbokföringsuppgifter. Det förstnämnda undantaget specificeras i kapitel 22 1§ i offentlighets- och sekretesslagen (2009:400), där det står att uppgifterna i folkbokföringsregistret offentliga om det inte ”av särskild anledning kan antas att den enskilde eller någon närstående till denne lider men om uppgiften röjs.” Det kan till exempel handla om någon som är hotad eller förföljd. Bedömningarna görs av de enskilda skattekontoren.
Dessutom finns en regel om Särskild sekretess för folkbokföringsuppgifter. Skatteverkets benämning för särskilda, formella skyddsåtgärder för uppgifter i folkbokföringsregistret är ”skyddade personuppgifter” och omfattar sekretessmarkering, kvarskrivning och fingerade personuppgifter.

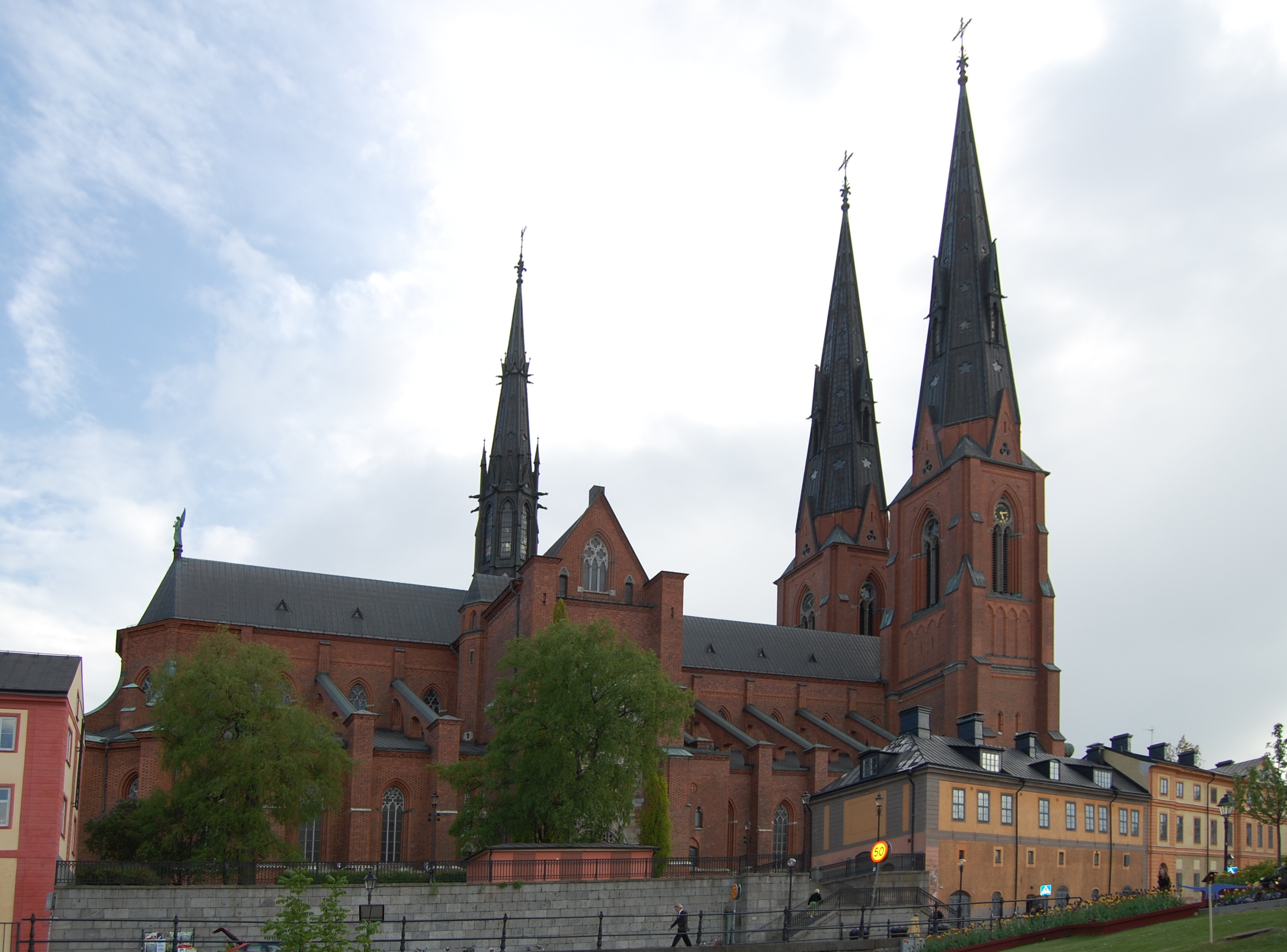
Svenska kyrkan skötte den svenska folkbokföringen fram till 1991. Detta gjordes tidigt i form av kyrkböcker.

## Historia

### Fram till 1991
Folkbokföringen i Sverige har gamla anor. Det var Svenska kyrkans församlingar som hade hand om denna uppgift, och de äldsta bevarade kyrkböckerna är från början av 1600-talet. I vanliga fall finns kompletta kyrkoarkiv bevarade från 1700-talet och framåt, men luckor förekommer. Kyrkböcker används, i form av avfotograferingar, av bland andra släktforskare. De viktigaste kyrkoböckerna är födelse- och dopböcker, lysnings- och vigselböcker, död- och begravningsböcker samt så kallade husförhörslängder, där alla invånare i församlingen är inskrivna familjevis. Genom en kunglig förordning år 1894 kom husförhörslängderna att ersättas av de snarlika församlingsböckerna. 
Svenska kyrkan hade ansvar för folkbokföringen (då kallad kyrkobokföring) av alla landets invånare, oavsett deras kyrkotillhörighet, fram till 30 juni 1991. Kyrkoböckerna fördes för hand, men under de sista decennierna kunde skrivmaskin användas för vissa typer av handlingar. Parallellt med kyrkobokföringen fanns mantalsskrivningen, som förrättades av skattemyndigheterna och låg till grund för beskattningen.

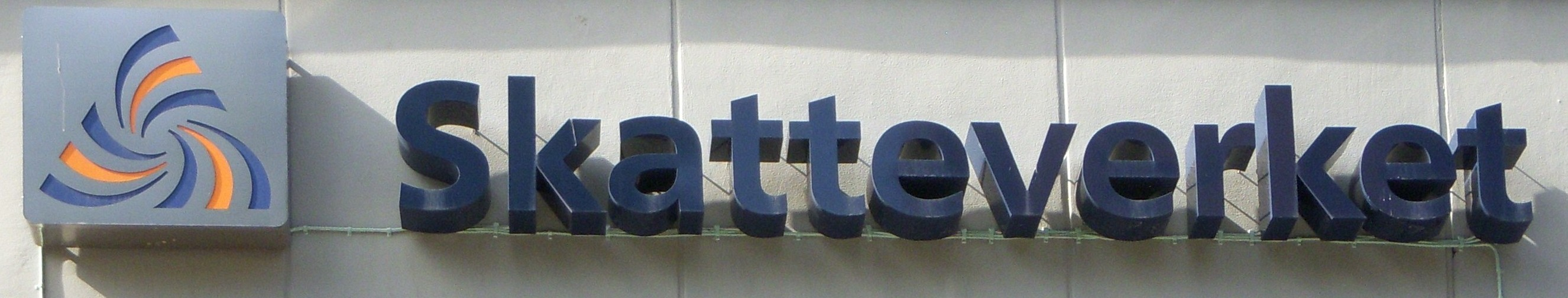
Skatteverket hanterar sedan 1991 folkbokföringen i Sverige.

### Efter 1991
Den 1 juli 1991 slogs kyrkobokföringen och mantalsskrivningen samman till en enda folkbokföring, som förs av Skatteverket i ett riksomfattande datasystem. I kyrkobokföringen antecknades yrke/titel samt dödsorsak, något som inte längre görs. 
Från och med mitten av 1940-talet upprättades för varje individ en personakt där uppgifterna från kyrkobokföringen fördes in. Akten följde personen vid flyttning mellan församlingar. Personakterna fördes parallellt med födelse-, vigsel- och dödböcker och församlingsböcker och har legat till grund för inmatningen i dagens folkbokföringssystem. Uppgifter som saknas på personakterna kan därför saknas i folkbokföringen.
Samtliga kyrkobokföringshandlingar har från 1990-talet och framåt överförts från församlingarna till landsarkiven, en process som skulle visa sig ta många år. Först i mitten av 2010-talet var samtliga kyrkoarkiv levererade så när som på en församling. Den sista församlingen inom Svenska kyrkan som lämnade över sitt kyrkoarkiv var Älvdalen, vilket skedde i maj 2025. Anledningen till att det dröjt har varit stort motstånd från lokala företrädare, både från kyrkan samt kyrkopolitiker.

#### Utsatta områden
I många socioekonomisk utsatta områden förekommer det att 10–30 personer är registrerade på en och samma lägenhet. I Rinkeby/Tensta tillhör 1,8 procent av alla lägenheter denna kategori, i Malmös Södra Sofielund 3,1 procent, i Rosengård 1,5 procent, Växjös Araby 1,7 procent, Lövgärdet 1,1 procent och Husby 1 procent.

### Felaktig folkbokföring
Enligt Skatteverkets uppskattningar i februari 2020 var cirka 200 000 individer felaktigt folkbokförda. Av dessa bodde cirka hälften utomlands och den andra hälften befann sig i Sverige men saknar egentligen fast bostad eller väljer att dölja sig för myndigheterna. I den sistnämnda kategorin ingår även svarthandeln med folkbokföringsadresser.
Enligt den dåvarande finansministern Magdalena Andersson var felaktigheterna i folkbokföringen kända för regeringen och att de är en effekt av bostadsbrist, att Sverige haft en ohållbar migrationspolitik och grov kriminalitet, samt även att utsatta människor utnyttjas på ett hänsynslöst sätt.

### Förstärkt folkbokföring i utsatta områden
Regeringen föreslog i sin budgetproposition för 2021 att Skatteverket skulle få ett extra anslag för att förstärka folkbokföringen i utsatta områden. Riksdagens skatteutskott avslog i oktober 2020 två förslag om en ny folkräkning i Sverige. Förslagen hade lagts fram av Moderaterna respektive Sverigedemokraterna.